# Laguna Panjul
Laguna Panjul är en sjö i Guatemala.   Den ligger i departementet Petén, i den norra delen av landet, 260 km norr om huvudstaden Guatemala City. Laguna Panjul ligger 153 meter över havet. I omgivningarna runt Laguna Panjul växer i huvudsak städsegrön lövskog.